# Loris Hezemans

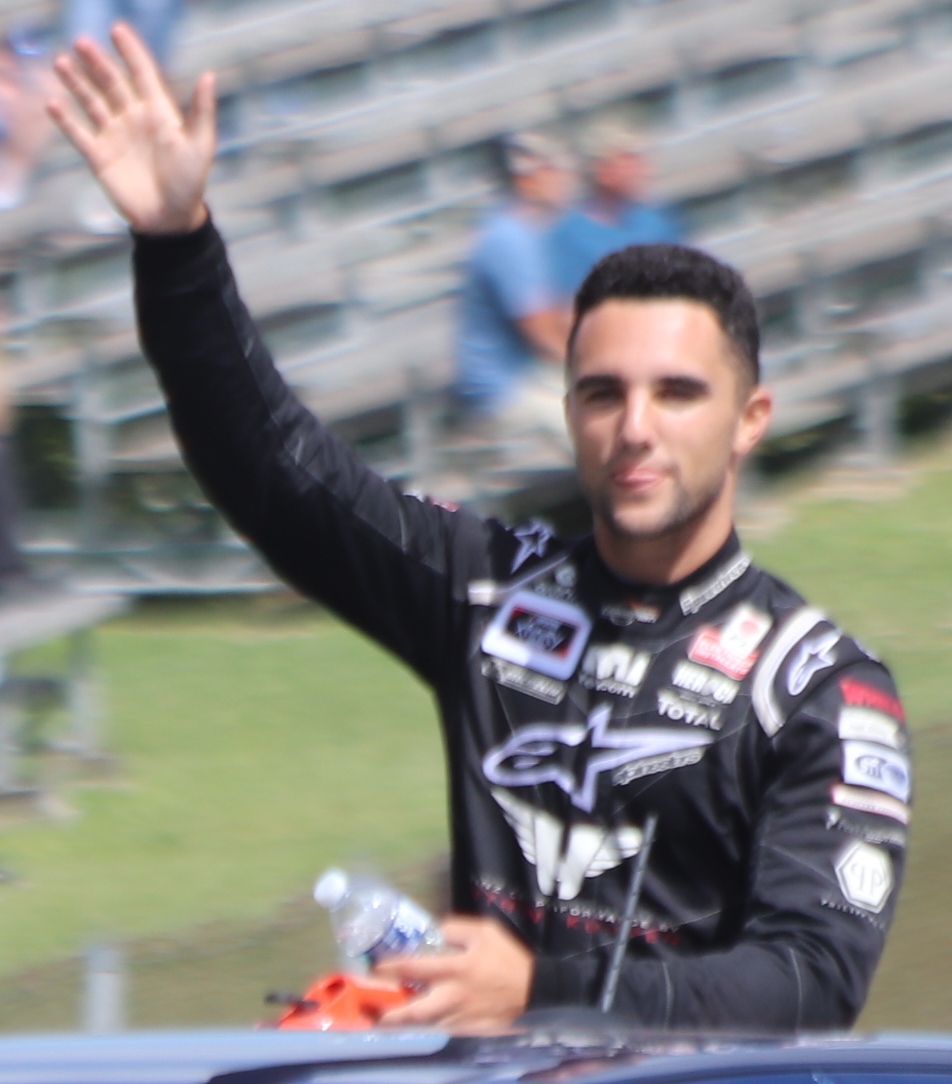
Loris Hezemans in 2019

Loris Hezemans (Ukkel, België, 26 mei 1997) is een Nederlands autocoureur. Hij is de zoon van Toine Hezemans en de jongere broer van Mike Hezemans.

## Carrière
Hezemans begon zijn autosportcarrière in 2014 in de Renault Clio Cup Benelux. Hij behaalde twee podiumplaatsen op het Circuit Park Zandvoort en werd zesde in de eindstand. In 2015 reed hij zes races in dat kampioenschap, waarvan hij er één won op Zandvoort en in drie andere races tweede werd op weg naar de zesde plaats in het kampioenschap. In 2015 reed hij ook in de Audi Sport TT Cup, waarin hij met één podiumplaats op de Nürburgring zevende werd. Hiernaast reed hij dat jaar ook in één raceweekend van de Seat Leon Eurocup voor het team Target Competition op de Red Bull Ring. Hij behaalde direct pole position voor de eerste race, die hij ook wist te winnen. Aan het eind van 2015 maakte hij zijn debuut in de TCR International Series voor Target in een Seat León Cup Racer tijdens het raceweekend op het Marina Bay Street Circuit. Tijdens het daaropvolgende raceweekend op het Chang International Circuit behaalde hij zijn eerste podiumplaats in het kampioenschap, dat hij hierdoor als twaalfde afsloot met 32 punten.
Op 24 augustus 2019 debuteerde hij op het circuit Road America in de Nascar Xfinity Series, de opstapklasse naar de Nascar Cup. Na zichzelf op de 24e positie te hebben gekwalificeerd, wist hij uiteindelijk op de 22e positie te finishen.
Op 13 maart 2021 zal hij zijn 2e Nascar Xfinity Series-wedstrijd racen. Hij zal dit doen bij het team Raume Brothers Racing.
Op 27 maart 2022 racete Hezemans zijn eerste NASCAR Cup Series race voor Team Hezeberg. Hierbij schreef hij geschiedenis als eerste Nederlandse coureur in de NASCAR Cup Series.